# Slavíkovice
Slavíkovice är en ort i Tjeckien.   Den ligger i regionen Vysočina, i den sydöstra delen av landet, 150 km sydost om huvudstaden Prag. Slavíkovice ligger 452 meter över havet och antalet invånare är 224.
Terrängen runt Slavíkovice är platt.Runt Slavíkovice är det glesbefolkat, med 16 invånare per kvadratkilometer. Närmaste större samhälle är Jemnice, 4,3 km väster om Slavíkovice. Trakten runt Slavíkovice består till största delen av jordbruksmark.